# Железничка станица Ковачевац
Железничка станица Ковачевац је једна од железничких станица на прузи Београд—Ниш. Налази се насељу Ковачевац у градској општини Младеновац у Београду. Пруга се наставља у једном смеру ка Кусатку и у другом према према Младеновцу. Железничка станица Младеновац састоји се из 3 колосека.